# Venezuela en el conflicto armado interno de Colombia
El conflicto armado colombiano en Venezuela son las relaciones e incidentes de Venezuela en el conflicto armado interno en Colombia, un periodo en curso desde 1960 caracterizado por una guerra asimétrica de baja intensidad por grupos armados que se desarrolla en territorio colombiano. La frontera entre Colombia y Venezuela comprende una extensión de 2.219 km de frontera terrestre.
Para 2018, el grupo de investigación InSight Crime ha reportado que el Ejército de Liberación Nacional (ELN) opera en al menos 12 de los 23 estados de Venezuela. La ONG venezolana Fundación Redes (Fundaredes) en 2018 documentó más de 250 denuncias de venezolanos que fueron víctimas de reclutamiento por grupos irregulares colombianos. El reclutamiento ha sido denunciado también por medios colombianos.

## Historia

### Antecedentes (1983-1999)
Grupos guerrilleros como el Ejército de Liberación Nacional (ELN), las Fuerzas Armadas Revolucionarias de Colombia - Ejército del Pueblo (FARC-EP) hasta 2016, las posteriores Disidencias de las FARC-EP, y los paramilitares de las Autodefensas Unidas de Colombia (AUC), y de grupos posteriores a estas como Los Rastrojos, han tenido presencia histórica en las fronteras de Colombia y Venezuela y han realizado incursiones, reclutamiento, masacres y ataques en territorio venezolano.
En mayo de 1987 el ELN realizó una serie de incursiones armadas en Venezuela.
Entre 1991 y 1992 se adelantaron diálogos de paz entre la Coordinadora Guerrillera Simón Bolívar (FARC-EP, ELN y Disidencias del EPL) y el gobierno colombiano iniciando en Caracas, Venezuela (3 de junio a 30 de septiembre de 1991), y luego en Tlaxcala, México (del 10 de marzo al 4 de mayo de 1992), los representantes de ambos bandos intentaron infructuosamente llegar a un acuerdo. Pero el irrespeto a las exigencias mutuas que condicionan los diálogos, cese de hostilidades por parte de las guerrillas, y renuencia del gobierno a discutir la agenda suscrita al comienzo de las conversaciones en el orden que pedían los insurgentes, condujeron las deliberaciones a un punto muerto y al encarnizamiento del conflicto. La muerte en cautiverio del exministro Argelino Durán Quintero, secuestrado por el EPL  hundiría el proceso.
En los documentos revelados de las computadores de Raúl Reyes por el gobierno colombiano, está incluida una correspondencia de Raúl Reyes en la que destaca el agradecimiento de Chávez por la ayuda recibida por las FARC-EP cuando estaba en prisión en 1992, después de intentar un golpe de Estado, por 100 millones de pesos, unos 50.000 dólares a la tasa de cambio del momento.
En la noche del 25 de febrero de 1995, se presentó la Masacre de Cararabo en un puesto fluvial de la Infantería de Marina venezolana, sito en el caño Cararabo, contiguo con el Departamento del Vichada en Colombia, ocho infantes de marina venezolanos fueron asesinados por una compañía de unos cien hombres del frente Domingo Laín del ELN comandada por el teniente Francisco Leon Paolini, desertor de la Guardia Nacional de Venezuela, después de dos horas de combate y robando abundante material de guerra.

### Presidencia de Hugo Chávez (1999-2013)

#### Cooperación con las FARC-EP
El gobierno de Venezuela no consideraba como terroristas a las FARC-EP. El gobierno de Hugo Chávez, solicitó un estatus de beligerancia para dicho grupo y que fuesen excluidas de las listas de organizaciones terroristas de los gobiernos americanos y de la Unión Europea. También dijo que las FARC-EP tienen un «proyecto político bolivariano» que en su opinión es respetado en Venezuela. La inteligencia militar del ejército colombiano ha interceptado comunicaciones de las FARC-EP en las que usan el sobrenombre de El amigo para referirse a Hugo Chávez. Además observadores internacionales han reiterado el  apoyo económico, político y militar que el gobierno del expresidente Hugo Chávez podría haber hecho a las FARC-EP. A este respecto, el gobierno de Venezuela solicitó en su momento a la Unión Europea, por un lado retirar al grupo de la lista de grupos terroristas y por otro otorgarles el estatus de «grupo beligerante». En cambio, el bloque de la Unión Europea, por intermedio de su presidente José Manuel Durão Barroso, rechazó esa propuesta y reafirmó la posición de la Comunidad Europea respecto al calificativo de terroristas para las FARC-EP.
Las FARC-EP fueron acusadas por el gobierno de Álvaro Uribe Vélez de tener campamentos sobre territorio venezolano. Según el gobierno de Uribe, utilizaban la zona como refugio de los ataques de la Fuerza pública colombiana para reabastecerse, recuperarse y mantener secuestrados. Las periodistas venezolanas Marianella Salazar, Ibéyise Pacheco, Marta Colomina y Patricia Poleo presentaron un video de un encuentro entre el ejército venezolano y las FARC-EP de junio del 2000. El general en jefe de las Fuerzas Armadas, Lucas Rincón, afirmó que la grabación muestra tan solo una misión "humanitaria" del Ejército. Según el periódico español El País, también usaban a Venezuela para tráfico de armas y drogas. El 16 de diciembre del 2007 dicho periódico, el periodista John Carlin publicó un artículo en el que, mencionando a cuatro desertores de las FARC-EP identificados solo por sus nombres, afirmaba que habían campamentos de las FARC-EP en ese país y que son permitidos por el gobierno del presidente Chávez. También citando fuentes de inteligencia y a diplomáticos de distintos países, mencionó que muchos guerrilleros como Rodrigo Granda habían adquirido ilegalmente ciudadanía venezolana.
Dentro de las pruebas que más resonancia han tenido sobre la presencia de las FARC-EP, se cuentan fotografías satelitales y video de inteligencia, donde se aprecian estructuras similares a campamentos (con zonas de vivienda y entrenamiento militar) en el lado venezolano de la frontera con Colombia, que pertenecían presuntamente a la guerrilla de las FARC-EP. En un principio, el canciller venezolano Nicolás Maduro negó la existencia de estos campamentos y rechazó la propuesta de visitar la zona junto con observadores internacionales para verificar las denuncias presentadas. Desde 2008 se reportaron extorsiones por parte de las FARC-EP a ciudadanos venezolanos dentro de dicho territorio, a los cuales se les entrega su respectivo recibo de pago. El 4 de febrero de 2010, las agencias federales estadounidenses CIA y FBI aseguraron en un informe que "Chávez apoyaba de manera encubierta a las FARC-EP".

#### Masacre del Táchira
El 11 de octubre de 2009 medios de comunicación reportaron que habían sido secuestrados 12 hombres que formaban el equipo de fútbol ‘Los Maniceros’, que participaba en un torneo en la localidad de Chururú, municipio Fernández Feo del estado Táchira. El 24 de octubre, autoridades venezolanas confirmaron el hallazgo en distintos puntos en las inmediaciones de la Represa Uribante Caparo del Estado de Táchira de 10 cadáveres en zona fronteriza con Colombia, ocho colombianos, un peruano y un venezolano, acribillados a bala, y de un joven herido, que fingió estar muerto y así pudo salvar su vida, y el décimo segundo, que figuraba como desaparecido. Posteriormente, el día 28 de octubre encontraron en condiciones similares el cuerpo del ciudadano desaparecido, completando la lista de once muertos y un sobreviviente.
Inicialmente el presidente colombiano Álvaro Uribe dijo que su gobierno no tenía ninguna hipótesis oficial del gobierno de Venezuela sobre el hecho, pero que extraoficialmente se mencionaba al ELN, que podría haber sido un grupo de milicianos de Venezuela o por una venganza en relación con un atraco. No descarta ninguna hipótesis. El vicepresidente de Venezuela, Ramón Carrizalez señaló que el gobierno de Venezuela sospechaba que los muertos eran paramilitares colombianos infiltrados, que se encontraban "entrenando para otro objetivo". Además, acusó al gobernador del estado Táchira, César Pérez Vivas, de "complicidad" con un supuesto plan conspirativo de "amenaza de Colombia y el imperio (Estados Unidos) contra Venezuela." Finalmente, puso en duda que las víctimas fueran vendedores ambulantes de maní, y concluyó que eran paramilitares. Wilmer Flórez, funcionario del Cuerpo de Investigaciones Científicas, Penales y Criminalísticas (CICPC) calificó la masacre como un "enfrentamiento entre grupos al margen de la ley". El gobernador del estado Táchira, César Pérez Vivas aseguró que la masacre había sido "una prueba más de que había grupos irregulares colombianos viviendo y delinquiendo en territorio venezolano bajo la mirada complaciente del gobierno nacional". Agregó que "en territorio tachirense hay grupos armados de origen colombiano, provenientes de la guerrilla, los que están de manera abierta, a la luz del sol, pasan por las carreteras, en grupos de 80, de 100, caminando y todo el pueblo los ve... ...Estoy a la orden del Presidente de la República o de su ministro de la Defensa para indicarles los sitios exactos donde están".

#### Computadores de Raúl Reyes y crisis diplomática

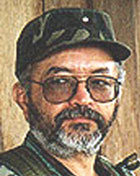
Raúl Reyes comandante de las FARC-EP.

En la Operación Fénix de las Fuerzas Militares de Colombia, ocurrida en territorio ecuatoriano la madrugada del 1 de marzo de 2008, fueron encontrados varios computadores de Raúl Reyes con información histórica relacionada con las actividades del guerrillero al frente de las Fuerzas Armadas Revolucionarias de Colombia, incluyendo información que relaciona al grupo armado con el gobierno venezolano de Hugo Chávez y el gobierno ecuatoriano de Rafael Correa, además de una red de cooperantes en varios países de América. La incursión en territorio ecuatoriano desató la crisis diplomática de Colombia con Ecuador y Venezuela de 2008. Según el hallazgo supuestamente Venezuela habría ayudado a armar a los insurgentes y junto con las FARC-EP acordaron un plan común de la seguridad y se buscó el entrenamiento básico en técnicas de la guerrilla a las fuerzas militares venezolanas. El Wall Street Journal y el periódico El País de España revelaron que "Ángel", el supuesto seudónimo de Chávez en la correspondencia de las FARC-EP, habría puesto en contacto a las FARC-EP con traficantes de armas internacionales, enviadas a Maracaibo. Según información que obtuvo la revista colombiana Semana acerca de los computadores, a través de emisarios como el exministro del interior de Venezuela, Ramón Rodríguez Chacín, o miembros retirados del ejército, Venezuela habría aportado  300 millones de dólares a las FARC-EP.
Otro señalamiento del portátil de Raúl Reyes es que las FARC-EP mataron a seis soldados venezolanos en territorio venezolano y Hugo Chávez se habría puesto de acuerdo con esa guerrilla para ocultarlo y culpar a los paramilitares. Un grupo de guerrilleros de las FARC-EP, que habrían actuado a espaldas de su comando, serían los que emboscaron y mataron a cinco militares venezolanos y A una ingeniera de Petróleos de Venezuela (PDVSA) en el estado fronterizo venezolano de Apure. El diario venezolano Últimas Noticias citó investigaciones de organismos de seguridad y testimonios de sobrevivientes de la emboscada para apuntar que al menos cinco efectivos del grupo guerrillero estaría implicado en el ataque cometido en Apure. Últimas Noticias señaló que los cuerpos de seguridad de Venezuela tienen "serios indicios" de la autoría  las FARC-EP y aseguró que la responsabilidad del grupo de las FARC-EP se desprendía, entre otros indicios, de cartuchos de fusiles de guerra y una carta con el membrete de la organización incautada en una casa donde se disparó contra los venezolanos.
En octubre de 2010, miembros de la organización terrorista vasca ETAː Juan Carlos Besance y Xavier Atristain, detenidos el 29 de septiembre de 2010 en Guipúzcoa, reconocieron que ETA utilizaba a Venezuela para sus entrenamientos armados y de explosivos. La información en los computadores de Raúl Reyes y la documentación intervenida a ETA en Francia también ayudaron a confirmar que funcionarios del gobierno venezolano de Hugo Chávez encubren a miembros de ETA en Venezuela.
En 2011 fue detenido en Venezuela alias 'Julián Conrado' de las FARC-EP en Venezuela, posteriormente sería parte de los diálogos de paz con el gobierno.

#### Cooperación para la liberación de secuestrados
Operación brasileña para la liberación de seis secuestrados por las FARC-EP por mediación de Hugo Chávez y Piedad Córdoba: liberados el exgobernador del Meta, Alan Jara, el exdiputado del Valle del Cauca, Sigifredo López y 4 miembros de la Fuerza Pública.

### Acuerdos de paz entre el gobierno colombiano y las FARC-EP
Durante los diálogos de paz desarrollados en La Habana, Cuba, entre 2012 y 2016, las FARC-EP escogieron a Venezuela como facilitador del diálogo, mientras que el gobierno escogió a Chile.

### Presidencia de Nicolás Maduro (2013- actual)
Víctor Ramón Navarro Serrano, alias Megateo, inició los contactos internacionales del Ejército Popular de Liberación con el Cartel de Sinaloa para exportar cocaína, utilizando el corredor de Venezuela, con destino a Centroamérica y México. Megateo fue abatido en 2015. Desde 2017 se denuncia la presencia en Venezuela del ELN y de disidencias de las FARC-EP, realizando trabajos como capataces en las explotaciones de oro, diamantes y coltán de los estados Bolívar, Apure y Amazonas; los dos últimos fronterizos con Colombia, donde estarían trabajando en alianza con el gobierno venezolano para explotar los recursos mineros, transportarlos y entregarlos al gobierno, que ahora recurre a la explotación minera como nueva fuente de ingresos ante el declive de su producción petrolera, lo que ha traído como consecuencia la crisis económica, política y social de Venezuela que, a 2018, dándole a las Fuerzas Armadas venezolanas un papel pasivo en los lugares donde están los grupos ilegales colombianos. El ELN asesino 3 guardias nacionales durante la emboscada de Amazonas de 2018.
El 23 de enero de 2019, al comienzo de una nueva ola de protestas en Venezuela, se denunció que grupos armados integrados por miembros del ELN y de las disidencias de las FARC-EP, con apoyo de la Policía Nacional Bolivariana (Fuerzas de Acciones Especiales), asesinaron a dos venezolanos, Eduardo José Marrero y Luigi Ángel Guerrero, durante una protesta el 23 de enero en la ciudad de San Cristóbal, en el fronterizo estado Táchira. Otros manifestantes resultaron heridos por arma de fuego durante en el ataque.
En nombre del ELN, el 15 de marzo de 2019 uno de los líderes del Frente de Guerra Oriental, Álvaro Díaz Tarazona, jura lealtad absoluta a Nicolás Maduro. El 24 de abril de 2019, el diputado del estado Táchira Franklyn Duarte denunció que grupos violentos marcaron la casa de varios dirigentes opositores en el estado con el acrónimo del Ejército de Liberación Nacional, junto a la suya, cuyo portón fue arremetido con piedras. Duarte también denunció que se dejaron panfletos debajo de las puertas de las viviendas con su nombre y el de otros políticos opositores en los cuales los acusan como "terroristas".
A pesar del éxito operativo del gobierno colombiano contra Los Rastrojos, las autoridades manifiestan que al parecer se reactivaron, haciendo una presencia aislada en la frontera entre Colombia y Venezuela, más exactamente entre el departamento de Norte de Santander y el Estado Táchira. Los Rastrojos ayudaron al líder opositor Juan Guaidó, a cruzar a Colombia, el 23 de febrero de 2019 en medio del cierre fronterizo que ordenó Nicolás Maduro.
El 28 de julio de 2019, durante el XXV Foro de São Paulo celebrado en Caracas, Nicolás Maduro declaró que los disidentes de las FARC-EP Iván Márquez y Jesús Santrich eran "bienvenidos" a Venezuela y al Foro de São Paulo.
El 27 de julio de 2020, tropas del ELN tomaron el control de Seboruco, capital del Municipio Seboruco del estado Táchira. El 18 de noviembre alias 'Loco Iván' de las disidencias de las FARC-EP, fue abatido junto a nueve hombres en combates por el ejército venezolano, en inmediaciones de la finca La Paturra, ubicada en La Cochinera, municipio Angostura del Orinoco, en el estado de Bolívar. En febrero de 2021, la revista Semana publicó que los disidentes de las FARC-EP circulan libremente en Venezuela, y que los guerrilleros Iván Márquez, Jesús Santrich, Romaña y Hernán Darío Velásquez El Paisa estaban escondidos bajo protección de Maduro.
En marzo de 2021, se registraron los enfrentamientos en el estado Apure y se denunciaron posibles ejecuciones de campesinos presentados como disidentes muertos en combate por la Guardia Nacional Bolivariana, al igual que el desplazamiento de cerca de 4000 personas de Venezuela a Colombia por los enfrentamientos armados en ese país, entre los grupos como el Frente 10 de las disidencias de las FARC-EP y la Fuerza Armada Nacional Bolivariana. El 17 de mayo de 2021, habría resultado abatido 'Jesús Santrich', en enfrentamientos en el Estado Apure. En diciembre se anuncia la muerte de Romaña y El Paisa en la frontera con Venezuela, en enfrentamientos con mercenarios.

#### Enfrentamientos en Arauca de 2022
Para enero de 2022 se registraron los enfrentamientos en Arauca entre las Disidencias de las FARC-EP Segunda Marquetalia con el ELN y las disidencias de las FARC-EP del Frente 10 y el Frente 28.
El conflicto inició el 2 de enero en La Victoria, estado Apure, en territorio venezolano. El ELN aliados con el grupo Segundo Marquetalia se enfrentaron a otros dos grupos disidentes de las FARC-EP, del frente 10 y del frente 28. Los primeros reportes de enfrentamientos armados ocurrieron en la zona rural Tres Esquinas. Al buscarse unos a otros, los grupos ejercieron tiroteos en Los Cañitos y Caño Gaital, regiones del norte de La Victoria. En esta zona norte de Tres Esquinas se ubicaba un puesto militar destruido por la disidencia del frente 10 de la FARC-EP.
Los combates se extendieron sobre la frontera de Colombia atravesando el río Arauca a la vecina comunidad de Arauquita. Otros reportes ubicaron enfrentamientos en la pequeña comunidad de Puerto Lleras y Puerto Contreras, al oeste de Arauquita. ELN se dedicó durante tempranas horas del día a retener, torturar y asesinar a quienes en las poblaciones consideraban traidores de sus causas. Al pasar las horas, varias personas aparecieron asesinadas en las regiones de los asaltos, otras fueron reportadas desaparecidas y las poblaciones de civiles amedrentadas por los grupos de ataque. En respuesta, las disidencias  del frente 10 aliado con las del frente 28 enfrentaron al ELN.
El mismo 2 de enero en la tarde, el ejército venezolano hizo presencia en La Victoria, mientras que el 3 de enero, el ELN decretó paro armado indefinido en todo el departamento de Arauca. Los enemigos del ELN les acusan de iniciar los enfrentamientos en alianza con factores del gobierno venezolano con la finalidad de reducir a sus competidores de la región.
Al menos 24 fallecidos fueron reportados reportados, otros en territorio venezolano aún sin identificar por el gobierno regional. Un aproximado de 50 personas pudieran estar desaparecidas como resultado de los enfrentamientos. Se estima que los fallecidos son todos integrantes de uno u otro bando, aunque el gobierno de Colombia no desestima que algunas de las víctimas sean civiles. En la zona de Tres Esquinas, cercano a la antigua base militar fueron hallados tres fallecidos. Otro cadáver fue hallado en el basurero sanitario del caserío El Nula, a orillas del río Nulita. Del caserío de Mate de Balso, a orillas del río Cutufí hubo fallecidos que fueron hallados en el lado colombiano de la región. De ese mismo lado fue asesinado otra persona originaria de Puerto Contreras. En el sector Nuevo Horizonte, también del lado colombiano fueron hallados cuatro cadáveres en una alcantarilla a un costado de la vía. En el Botalón fue hallado los restos sin vida de uno de los líderes del ELN.
Un documento emitido por la Fiscalía General de Colombia reportó que trece de los asesinados identificados son líderes de rango medio de los grupos enemigos del ELN. El documento de la fiscalía reporta que los fallecidos tenían heridas mortales de corta distancia, descartándose que fuera un enfrentamiento sino una venganza tipo sicariato. Cinco de los trece fallecidos identificados por la fiscalía contaban con antecedentes judiciales de narcotráfico.
La Oficina de Asuntos Humanitarios de Naciones Unidas (OCHA) reportó que los enfrentamientos han producido al menos 403 desplazados en los municipios de Arauquita, Fortul, Tame y Saravena. Para el 15 de enero, 547 personas ofrecieron testimonio de la Procuraduría General de Colombia como víctimas de desplazamiento forzado, homicidio y reclutamiento de menores. Dos días antes, la cifra era de 206 víctimas.
El presidente de Colombia Iván Duque solicitó que el Ejército Nacional de Colombia se transportara a la región para garantizar control territorial. El Ministro de Defensa de Colombia, Diego Molano, condenó el enfrentamiento y ofreció detalles de los motivos y sus principales víctimas.[cita requerida] El senador Iván Cepeda solicitó un alto de fuego entre los grupos enemigos de la región. El partido Comunes, nacido de las desmovilizadas FARC-EP, sostuvo que los motivos de los enfrentamientos son el abandono del estado y el incumplimiento del acuerdo de Paz. El fiscal general de Colombia, Francisco Barbosa, catalogó el asalto como sicariato por parte del ELN.[cita requerida]
El gobierno de Nicolás Maduro no ofreció opinión ni reacciones formales en la prensa o en los medios sociales. El ministro de la Defensa venezolano, Vladimir Padrino López culpó al gobierno de Colombia por los hechos que causaron la muerte de venezolanos en Apure. Wistohor Chourio, comandante general en la milicia venezolana envió un retuit de un comentario culpando y llamando al gobierno colombiano "oligarca".[cita requerida] Juan Pappier, experto para Colombia de Human Rights Watch, expresó la necesidad de protección y asistencia a los civiles de la región.[cita requerida]

#### Ataques en el Catatumbo de 2025
El 19 de enero de 2025, el Ministerio del Interior, Diosdado Cabello, declaró que había asistido a 812 refugiados en el municipio fronterizo de Jesús María Semprún, estado Zulia, durante los ataques en el Catatumbo de 2025.
El 30 de enero de 2025, el ejército colombiano incautó armas de las Fuerzas Armadas de Venezuela durante una operación en contra de las disidencias de las FARC-EP.